# Parco del Monviso
Il Parco naturale del Monviso è un'area naturale protetta; occupa 9154,00 ettari di territorio e si estende attorno al Monviso a cavallo fra la Valle Po e la Valle Varaita. È stato istituito nel 2016 ed è situato all'interno della riserva della Biosfera transfrontaliera del Monviso (MaB Unesco). Nel 2019 è stato ampliato per 819 ettari, con il raggiungimento dell'attuale estensione complessiva.

## Ente di gestione
L'Ente di gestione delle aree protette del Monviso, oltre al Parco naturale del Monviso gestisce otto aree classificate "riserva naturale" e alcuni siti della Rete Natura 2000
- la riserva naturale della Grotta di Rio Martino (ZSC)
- la riserva naturale della Confluenza del Bronda  (ZSC)
- la riserva naturale di Paesana
- la riserva naturale di Paracollo-Ponte Pesci vivi
- la riserva naturale Fontane
- la riserva naturale della Confluenza del Pellice (ZSC)
- la riserva naturale della Confluenza del Varaita (ZSC)
- la zona di protezione speciale Gruppo del Monviso e Bosco dell'Alevè (ZSC/ZPS)
- la zona di protezione speciale del Bosco del Merlino (ZSC)
- la zona di protezione speciale Parco di Racconigi e boschi lungo il torrente Maira (ZSC)
- la zona di protezione speciale Boschi e colonie di chirotteri di Staffarda (SIC)

## Storia
Il parco del Monviso è stato istituito il 1º gennaio 2016 con legge regionale della Regione Piemonte.

## Sedi

### Sede operativa
via Griselda, 8 - 12037 Saluzzo (CN)
- Tel. 0114321008

## Fauna
In alta montagna, dove le condizioni di vita sono più difficili, vivono gli animali più grandi del parco. Pensiamo allo stambecco, relitto dell'epoca glaciale quando occupava territori ben più ampi, ora confinato nelle aree più fredde e, a quote appena inferiori. L'arvicola ed il toporagno regnano un po' ovunque nelle praterie d'alta quota, grazie anche alla disponibilità alimentare costituita dagli insetti. Ai piedi delle pareti e nei cumuli detritici regna l'ermellino e la lepre variabile. Dove c'è erba infine vive la marmotta ed il camoscio.
Nella prima importante formazione arborea, la lariceta, al limite dei 1500 m s.l.m., vivono i lupi, caprioli e, di recente reintroduzione, i cervi. È abbastanza frequente incontrare lo scoiattolo rosso, meno facile scoprire il ghiro, date le sue abitudini notturne.
Scendendo di quota, alla lariceta si sostituisce lentamente la faggeta ed il bosco misto di latifoglie: vive qui il cinghiale, specie in larga parte non pura, "viziata" da immissioni a scopo venatorio, è ancora presente il capriolo e compare il tasso.
Nel tratto di pianura, oltre alla volpe, alla faina ed alla donnola, si trovano sporadicamente il cinghiale ed il capriolo, giunti dalla montagna lungo le rive del fiume. Preoccupante la presenza dello scoiattolo grigio, specie alloctona in espansione.
A quote elevate si trova l'Aquila reale, il più grande rappresentante dell'avifauna del Parco e, nascosta tra le rocce e nella neve, ben protetta dal suo "abito" variabile, vive la Pernice bianca, scura in estate e candida in inverno. Sulle pareti rocciose nidificano il gracchio alpino, il più raro gracchio corallino ed il raro picchio muraiolo. Nidificano qui anche il fringuello alpino ed il sordone. Nelle praterie d'alta quota la disponibilità alimentare costituita dagli insetti richiama gli uccelli migratori, dallo stiaccino al culbianco all'averla piccola.  Non lontano nidificano il fanello, il Codirosso spazzacamino, presente per altro anche a quote molto più basse e lo spionciello.